# Radłowo (województwo kujawsko-pomorskie)
Radłowo – wieś w Polsce, położona w województwie kujawsko-pomorskim, w powiecie inowrocławskim, w gminie Pakość.

## Podział administracyjny
| SIMC    | Nazwa     | Rodzaj    |
| ------- | --------- | --------- |
| 1028992 | Karolewo  | część wsi |
| 1029017 | Wytmanowo | część wsi |

W latach 1975–1998 miejscowość administracyjnie należała do województwa bydgoskiego.

## Demografia
Według Narodowego Spisu Powszechnego (III 2011 r.) wieś liczyła 561 mieszkańców. Jest drugą co do wielkości miejscowością gminy Pakość.

## Sport
W Radłowie działa klub piłkarski Ludowy Zespół Sportowy Hermes Radłowo (zał. 1962), grający obecnie (od sezonu 2013/2014) w B-klasie K-PZPN. Swe mecze rozgrywa na miejscowym Boisku Sportowym o pojemności 350 miejsc, wymiary boiska: 110 × 70 m. Największym osiągnięciem zespołu jest awans na jeden rok (rozgrywki sezonu 2012/2013) do A-klasy K-PZPN.

## Urodzeni w Radłowie
- Leon Komorski ps. „Niemira”, „Szeliga” (ur. 8 kwietnia 1890, zm. 15 maja 1942) – kapitan Wojska Polskiego, bankowiec.